# 武田三一
武田 三一（たけだ さんいち、1908年 - 1986年12月1日）は、日本の医師・医学博士。

## 略歴
- 1908年（明治41年） 和歌山県田辺で生まれる[1]
- 1925年（大正14年） 拓殖大学予科入学
- 1932年（昭和7年） 拓殖大学商学部卒業
- 1942年（昭和17年） 昭和医科大学卒業
- 東京都立大塚病院外科勤務
- 旭川赤十字病院外科勤務
- 1946年（昭和21年） 旭川市で武田病院を開業
- 1957年（昭和32年） 旭川医師会会長に就任（1967年まで）
- 1960年（昭和35年） 博士号取得
- 1967年（昭和42年） 北海道医師会会長に就任（1975年まで）

## 栄典
- 1962年（昭和37年） 厚生大臣表彰
- 1965年（昭和40年） 紺綬褒章受章
- 1971年（昭和46年） 藍綬褒章受章
- 1977年（昭和52年） 勲五等双光旭日章受章
- 1986年（昭和61年） 叙・正六位